# Ходос, Хаим-Бер Гершонович
Ха́им-Бер Ге́ршонович Хо́дос (24 января 1897, Куренец, Виленская губерния — 29 апреля 1995, Иркутск) — советский учёный-медик, невропатолог, профессор, автор многократно переиздававшегося учебника нервных болезней для медицинских ВУЗов (1948—2001).

## Биография
Родился в местечке Куренец (ныне Вилейский район Минской области). В 1907 году переехал с семьёй в Петропавловск, где в 1915 году закончил реальное училище. В 1916 году поступил на медицинский факультет Томского университета. Как студент-медик 3 курса, был мобилизован в армию Сибирского временного правительства и направлен в Иркутскую военно-фельдшерскую школу при гарнизонном госпитале. Зимой 1920 года был назначен фельдшером в 1-ю артиллерийскую дивизию 5-й Красной армии.
В июле 1920 году был откомандирован обратно в Томский университет. В 1923 году перевёлся на медицинский факультет Иркутского государственного университета. Окончив университет в 1924 году, Ходос был оставлен на кафедре нервных болезней сначала в качестве ординатора, затем ассистента, доцента, а с 1935 года (и на протяжении четырёх десятилетий) — руководителя кафедры (1935—1976).
В 1935 году защитил докторскую диссертацию по теме «Гистопатология симпатических узлов при острых инфекциях», став одним из первых докторов наук в СССР. С 1937 по 1951 годы работал деканом лечебного факультета Медицинского института. Основатель иркутской неврологической школы. В годы Великой Отечественной войны руководил нервно-психиатрическим методическим центром при отделе эвакогоспиталей Иркутского Облздрава.
В 1967 году Хаим-Беру Гершоновичу Ходосу присвоено звание «Заслуженный деятель науки РСФСР». В том же году он был избран почётным членом научных обществ невропатологов и психиатров СССР и РСФСР, присвоено звание «Почётный гражданин города Иркутска» (первый почётный гражданин города после 1917 года). В 1977 году избран почетным председателем Иркутского областного научного общества невропатологов и психиатров. Автор более 160 научных трудов, в том числе 12 монографий.
Жил в Иркутске на улице Марата в доме специалистов (архитектор — Казимир Миталь), на котором установлена мемориальная доска.
Умер в Иркутске, похоронен на Ново-Ленинском кладбище.
Братья — начальник планового сектора Иркутского Облплана Исай Григорьевич Ходос (1906—?) и врач Михаил Григорьевич Ходос.
Кузен — Хаим Меир Ходош (1904–1996), советский партизан во время Холокоста, эмигрировал в Соединённые Штаты.

## Награды
Первый почётный гражданин Иркутска.
- орден «Знак Почёта»
- орден Трудового Красного Знамени (2)
- медали «За победу над Германией в войне 1941—1945 гг.», «За доблестный труд», монгольские ордена «Полярная звезда», «Трудового Красного Знамени МНР».

## Память
- В Иркутске на улице Ленина установлен бюст Ходоса[3].